# VTech Laser 200
VTech Laser 200 ime je za kućno računalo koje se pojavilo na tržištu 1983. godine, i proizvodila ju je tvrkta VTech iz Hong Konga. VTech u drugim zemljama je bio poznat pod drugim imenom: Salora Fellow (u zemljama Skandinavije), Dick Smith VZ (Australija i Novi Zeland), Texet TX8000 (Velika Britanija)

## Tehnička svojstva
- Mikroprocesor: Zilog Z-80
- RAM: 2-64KB
- VRAM : 2KB
- ROM: 16KB
- Grafika: procesor Motorola 6847
  - 32×16 (8 boja), 128×64 (4 boje)
- Sekundarna memorija: audio kaseta